# 极品飞车：保时捷之旅
《极品飞车：保时捷之旅》是一款竞速游戏，由艺电加拿大（EA加拿大）开发、艺电发行，是极品飞车系列的第五代作品。与该系列其他作品不同，《保时捷之旅》中的车型全部为保时捷赛车，涵蓋其1950年代至2000年代生產的车型。

## 游戏内容
《保时捷之旅》不同于前作，登场车辆只限单一厂牌——保时捷，然而对车辆的考究比前作更有深度。玩家有机会模拟驾驶1950年-2000年间保时捷品牌的主要产品，还提供了各时代车型的真实历史录影，照片，海报以及详细的性能参数。每辆车都有3D车内视角，而在车库中玩家可以操纵车门，引擎盖和储物箱等活动部件的开闭，以及进入虚拟车内全景参观。
游戏中的赛道虽然不精确还原现实特定地点，但是特征和路况是欧洲真实地区的抽象。车辆模型比起同系列前作，要多出许多参数，比如发动机详尽的力段数据，悬挂和避震的参数，以及空气动力学参数等，以创造出更逼真的驾驶模拟。车辆升级系统也大幅精细化，允许玩家逐配件升级，以打造出需要的性能。
虽然该游戏中保留了警察追逐的内容，但进行了弱化，只在Factory Driver（工厂试车员）模式中有。警车亦是保时捷系列车，涂装会根据道路变化成接近发售时各国现实警车的样子。玩家并不能扮演警察，警车只能由电脑控制且不能拘捕玩家，作用只是制造麻烦，阻碍玩家在限时内完成挑战。
本作的“工厂试车员”模式实际上是一种关卡化的挑战，共34个关卡，玩家扮演保时捷厂方雇佣的新人试车员，任务有完成特技动作，限时内无损开往制定地点，以及与同僚竞赛。达到一定的关卡，玩家会获得“晋升”并获得厂方提供的特殊涂装改造车作为奖励。这些车辆可以在街机模式中参赛，但可能是出于设计的疏忽，奖励车不能参加绝大多数本应符合条件的生涯赛事。
本作的“生涯模式”采用了新颖的编年体，玩家的生涯从1950年开始，随着巡回大赛的完成，时光也随之前进，玩家就有机会接触到更新款的车辆，直到2000年结束。（虽然现实中，因人的自然衰老，可能没有赛车选手的生涯能真正长达50年）这段跨度达50年的时光被分为三个时代，1950-1969为“经典时代”，70-89年为“黄金时代”，90-00年为“现代”。每个时代都有其四个性能档次的赛车，从低到高分别为Class 3 / 2 / 1 / Race（赛级）。比较独特的是，这代生涯模式有一定的经营投资成分。一般来讲车型在刚刚过季会贬值，然而停产后很久则会因收藏价值而升值。配件和维修费亦有类似变化，维修费的上升可能是通胀的结果。不同车型的收藏价值并不相同，个别的不甚成功的或者大众化的车型可能只会贬值，或升值空间很小，这是符合现实的。

### 登场車型
| - 保時捷 356(无印/A/B) - 保時捷 550A Spyder（1956）**** - 保時捷 911（901） - 保時捷 911（930） - 保時捷 911（964） - 保時捷 911（993） | - 保時捷 911（996） - 保時捷 911 GT1 Race-Version （1998）**** - 保時捷 911 GT2（993）Race-Version （1997）* - 保時捷 911 GT3 Cup （996）（1998）* | - 保時捷 914/4 - 保時捷917 ** **** - 保時捷 928GTS （1992）* - 保時捷 935/78 Coupé "Moby Dick"（1978）*** **** - 保時捷 944 - 保時捷 959（1987）* - 保時捷968 ** - 保時捷 Boxster（986） |

注释：
"*" 为Windows版的“下载新车”，原版中以白布罩住无法驾驶，必须从EA网站下载才能解锁。下载车正常情况下无法在生涯模式够购买，故而无法升级和调校。
"**" 为Playstation版本所独有的
"***" 为Windows版本所独有的
"****" 是赛级车，除具有同时代车中鹤立鸡群的性能，更突出的特点是能够完全定制各档位的齿轮比。

### 賽道
遊戲中的作賽區域多為歐洲內德國、意大利、摩納哥和法國中的不同地方:
| - 阿爾卑斯山（Alps） - 德國高速公路（Autobahn） - 奧文尼大區（Auvergne） - 科西嘉島（Corsica） - 蔚藍海岸（Côte d'Azur） | - 摩納哥賽道（Monte Carlo） - 諾曼第大區（Normandie） - 比利牛斯山（Pyrenees） - 黑林山（Schwarzwald） - 工業區（Zone Industrielle） |

另外，在單人模式中的車廠試駕員生涯（Factory Driver）中，亦需在測試場上模擬測試各車型的駕駛性能: 
- 魏薩赫測試場（Weissach Skid Pad）

## 評價
該遊戲在發佈後的測試中獲得了大量好評。 當時，PC Games和4Players都認為該遊戲是極品飛車系列有史以來最好的一輯作品。本作得到的一种较普遍的评價，是宣称可驾驶达到80余种车型，实际很多是同一车架衍生品，有凑数之嫌。比如356的敞篷和硬顶，就算做两个车型，911的硬顶和全透玻璃顶，也被算作不同的车型，而实际的驾驶区别可想而知是大同小异的。
評分:
- PC Games: 90 %[3]
- 4Players: 92 %[4]
- GameSpot: 89 %[5]